# 幼鳥

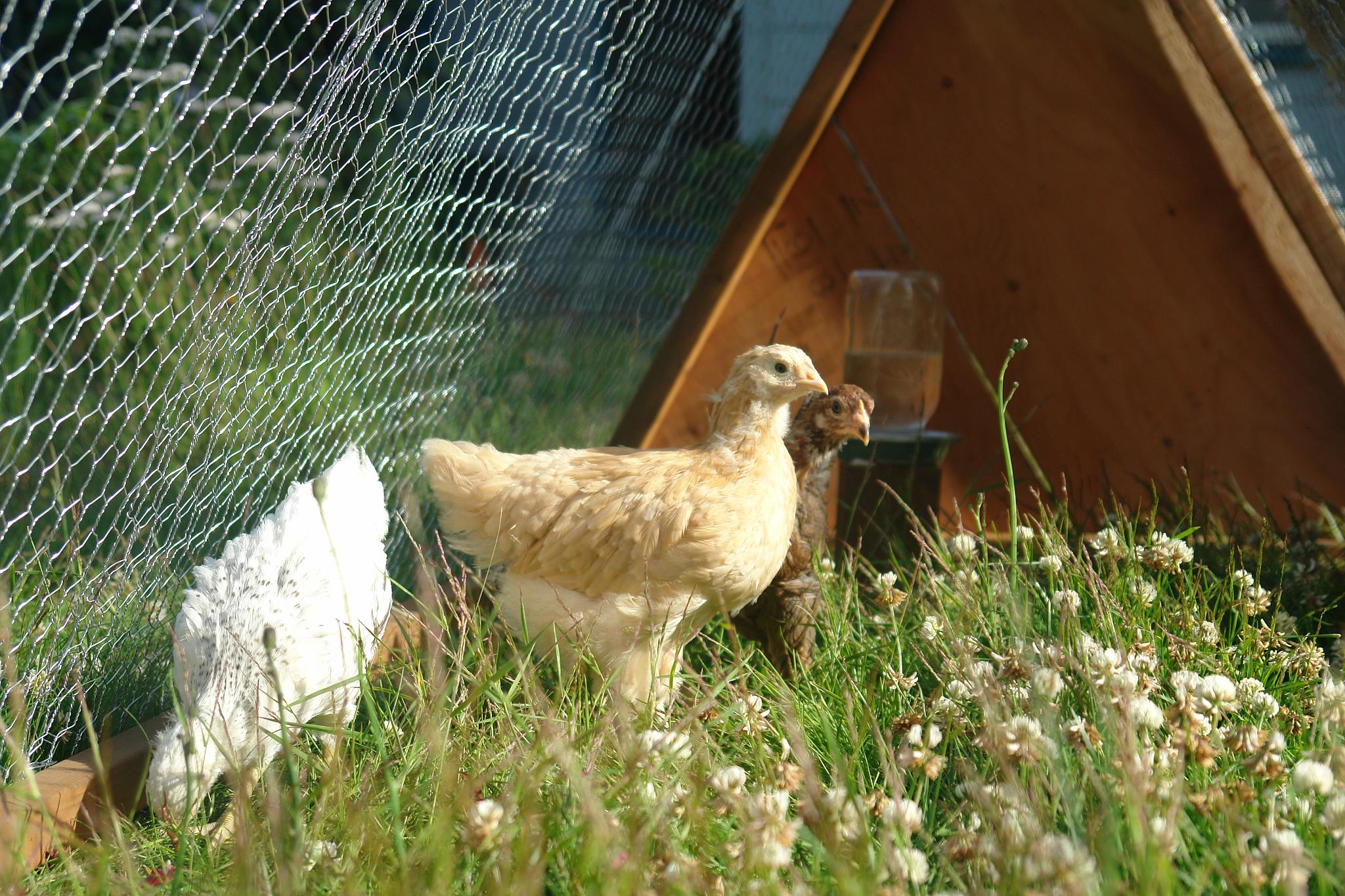
ニワトリの幼鳥（幼鶏）

幼鳥（ようちょう）とは、一般的には、幼い鳥のこと、雛から成鳥になるまでの成長段階にある鳥のこと、すなわち、成熟していない鳥のことである。

## 幼鳥（鳥類学）

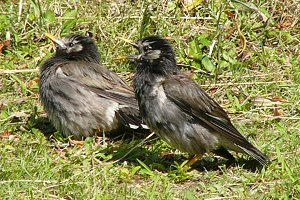
ムクドリの若鳥
巣立って間もないと見られる若鳥であるが、「幼鳥率」といった場合には、このような若鳥こそが調査対象の「幼鳥」に該当することが多い。

鳥類学用語としての幼鳥（ようちょう、英語：juvenile）は、多くの場合、孵化して羽毛が生え揃った後、第1回換羽を終えるまでの時期にある鳥を指し、すなわち、生まれたてで羽毛が生え揃っていない段階にある雛（ひな、英語：chick）よりは成長しており、身体的には成鳥（せいちょう、英語：adult）と遜色ない成長を遂げた段階にある若鳥（わかどり、英語：immature）よりは幼い段階にある鳥を意味する。もっとも、雛は巣立ち前の幼鳥および若鳥全般を指す場合もあって用法は一貫せず、こちらの場合には、幼鳥は雛の成長段階の一つということになる。さらには、群れの全個体数に対する未成熟個体（飛翔能力等を有する、いわゆる「若鳥」を含む）の比率を意味する幼鳥率（ようちょうりつ）という用語があるように、「未成熟な成長段階にある鳥」を総称する場合もある上、幼鳥率の対象とする「幼鳥」が「巣立った後の鳥（親鳥からはすでに自立しているが、成熟しきってはいない鳥）」である場合も多いので、結論としては、確かに定義するには例外が多すぎる、と言わざるを得ない。これらの用語については「鳥類用語#繁殖」の一覧も参照のこと。

## 家禽の幼鳥

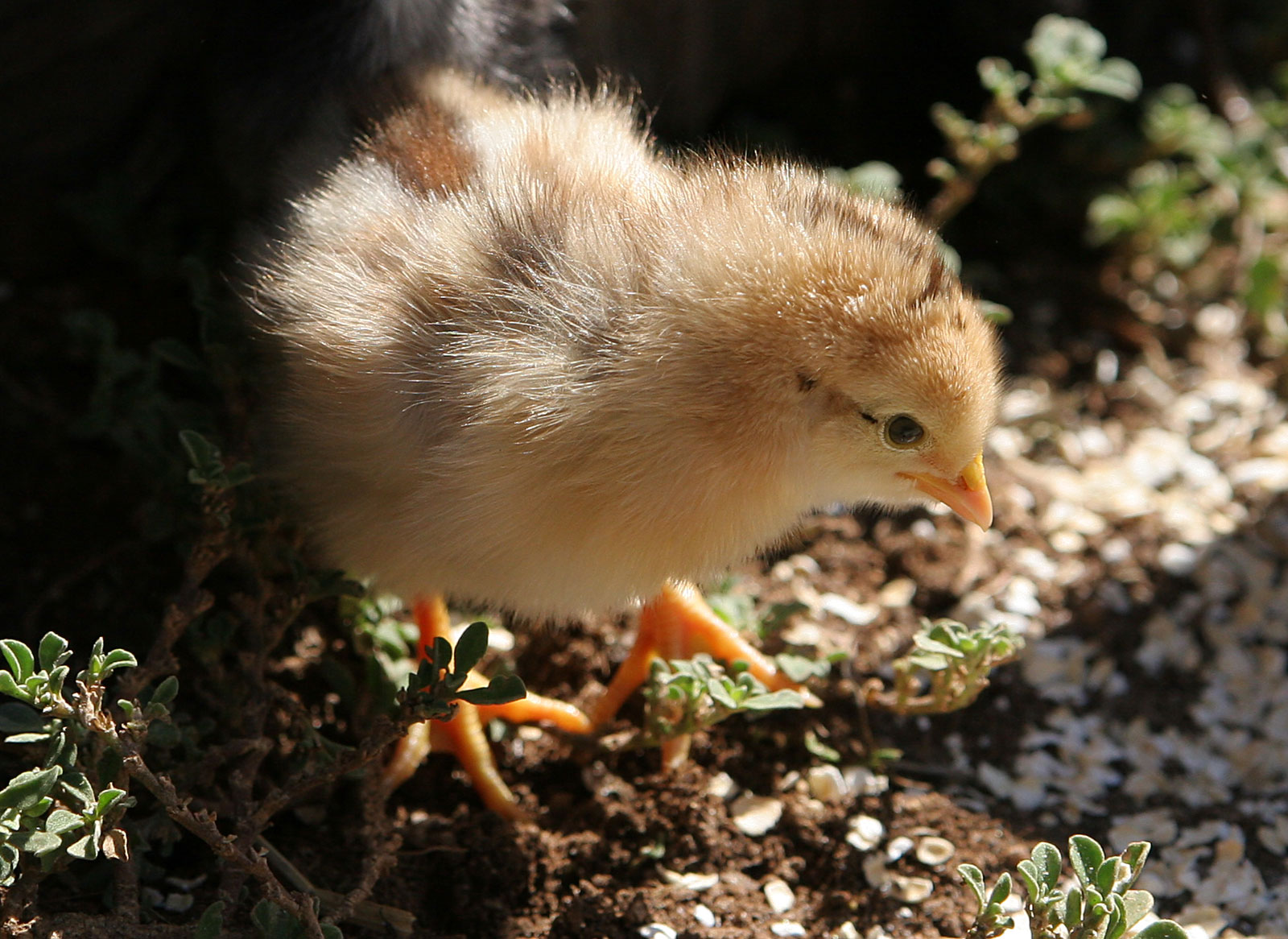
幼雛期のニワトリである「ひよこ」
「雛」は用法の違いによって「幼鳥の前段階」とも「幼鳥が雛の一段階」ともされる。

養鶏の分野では、基本的には雛/雛鶏（ひなどり、すうけい）/雛鳥（ひなどり）と幼鶏（ようけい）はくくられる場合があるが、「雛鶏」が若鶏（わかどり、ニワトリの若鳥）を含意するのに対して、「幼鶏」はこれを含意せず、挿し餌を与えるべき成長段階にあるものを指す。鶏の成長段階としては、幼鶏、若鶏、成鶏（せいけい）、老鶏（ろうけい。古鶏〈ふるどり〉、ひね鶏/拈鶏〈ひねどり〉も同じ）の順、もしくは、雛鶏を幼雛（ようすう。ひよこ）・中雛（ちゅうすう）・大雛（だいすう）に分けて、幼雛、中雛、大雛、成鶏、老鶏の順である。
なお、採卵鶏（卵用鶏）としての利用価値が無くなった老鶏を「廃鶏（はいけい）」と呼ぶが、これは養鶏業界および食肉流通業上の名称であって、生物的の成長段階と直接には関係しない。
ニワトリ以外の家禽、例えばカモ（鴨）などでも同様、成長段階によって、雛鴨（ひながも、すうおう）、幼鴨（ようおう）、若鴨（わかがも）、成鴨（せいおう）、老鴨（ろうおう）と呼び分ける。